# 花上裕香
花上 裕香（はなうえ ゆうか、1988年1月18日は、日本のラジオパーソナリティ。プラスプラス所属。愛称は「ぱなこ」。

## 人物
ファッションビルでの販売担当や下着メーカー勤務を経て、2013年4月から2020年3月までZIP-FMミュージックナビゲーターとして活動。この間、2020年1月には結婚を発表した。
aikoとサザンオールスターズとジャニーズが大好きである。またイラストの才能もあり、ZIP-FMの公式facebookページではイラストの連載を持っていた時期もある。

## 出演番組

### 現在
- なし

### 過去
全てZIP-FM
- SATURDAY GO AROUND（2013年4月 - 2016年3月）
  - 落合健太郎と担当した。
- PEEPS!（2016年4月 - 2020年3月）
- RADIO ORBIT（2016年4月 - 2020年3月）
- STARTS